# Mosquée Hadum
La mosquée Hadum (en albanais: xhamija e Hadumit), également connue sous le nom de mosquée Hadim, est une mosquée ottomane située dans la ville de Gjakovë/Đakovica, au Kosovo. En raison de son importance, elle est inscrite sur la liste des monuments culturels d'importance exceptionnelle de la république du Kosovo.

## Histoire
La mosquée Hadum a été construite à la fin du XVIe siècle, sans doute en 1592 et 1593 par Hadum Soliman Aga Bizeban, né dans le village de Guskë/Guska près de Gjakovë/Đakovica ; hadum ou hadim désigne un « serviteur », un « eunuque » et de fait Soliman Aga Bizeban fut gardien du harem impérial à l'époque du sultan Murad III.

## Architecture

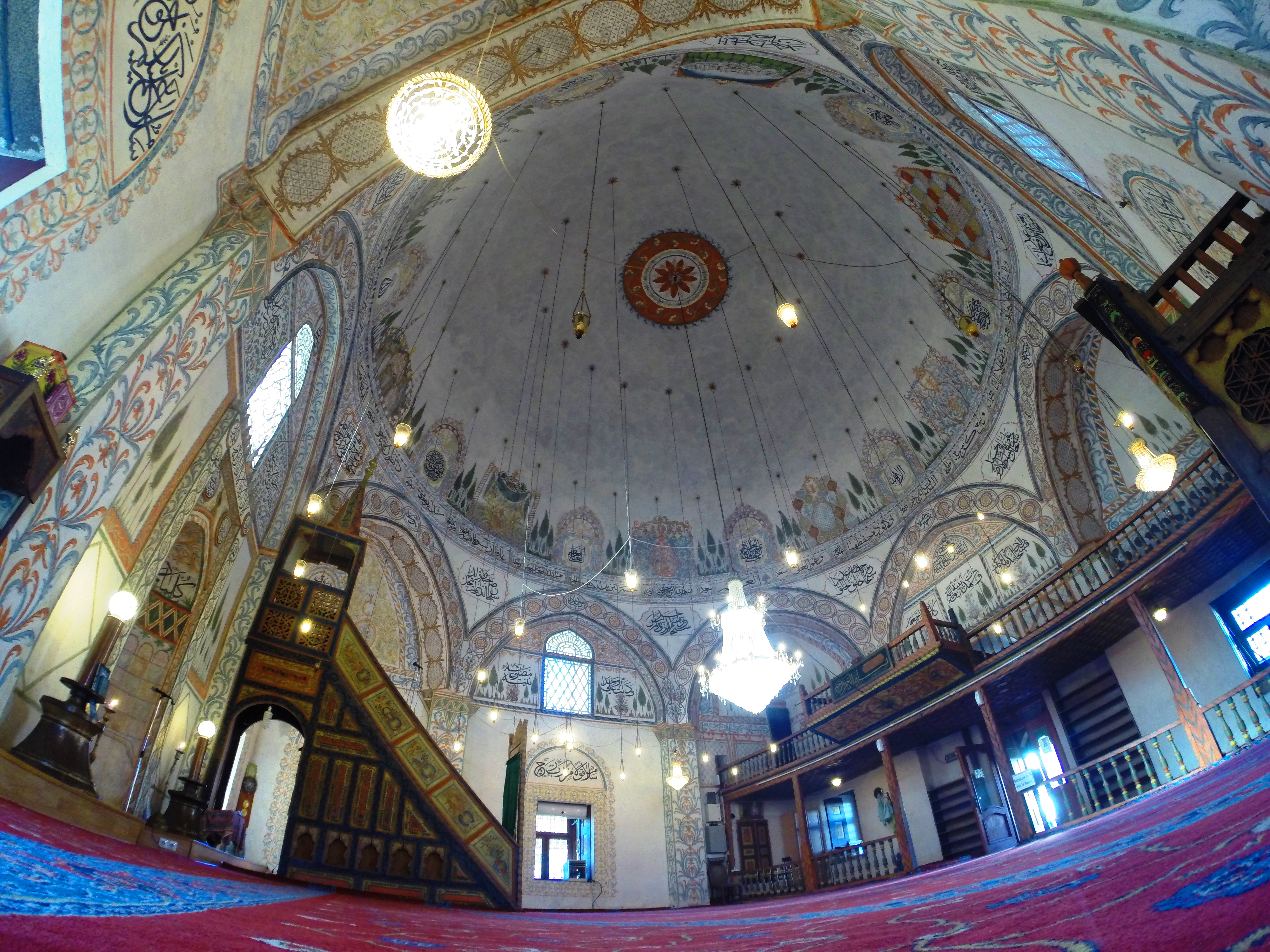
Intérieur de la mosquée

La mosquée Hadum est précédée d'un porche surmonté de trois dômes et constitué de piliers monolithiques. La partie centrale de l'édifice est surmontée d'un autre dôme mesurant 13,50 m de diamètre et soutenu par huit pilastres et des trompes situés l'intérieur et l'ensemble est flanqué d'un minaret haut de 31 m. Les façades de la mosquée sont construites en pierres de taille, tandis que le haut du minaret est constitué de petits cubes de grès.

## Intérieur
Les murs de la mosquée Hadum sont décorés de paysages et de cyprès stylisés.

## Restauration
Des travaux de restauration ont été réalisés en 1968.